# ماردن، ویلتشر
ماردن (به انگلیسی: Marden) یک روستا و محله مدنی در بریتانیا است که در ویلتشر واقع شده‌است. ماردن ۱۱۲ نفر جمعیت دارد.